# جنگ گوت‌ها (۵۳۵–۵۵۴)
جنگ گوتی (به لاتین: Bellum Gothicum)، به مجموعه جنگ‌هایی که بین امپراتوری بیزانس و اوستروگوت‌ها در قرن ۶ میلادی به مدت ۲۰ سال رخ داد که در نهایت با اشغال سیسیل، شبه‌جزیره ایتالیا و دالماسی توسط امپراتوری بیزانس به پایان رسید اما این جنگ به قیمت ویرانی ایتالیا در این زمان بود.